# Gertrud von Baden
Gertrud von Baden (* vor 1160; † vor 1225) war eine markgräfliche Prinzessin von Baden und durch Heirat Gräfin von Dagsburg.
Sie war die einzig überlebende Tochter von Markgraf Hermann III. von Baden (1105–1160) und Maria von Böhmen († 1160).

## Ehe und Nachkommen
Gertrud von Baden heiratete um 1180 den Grafen Albrecht / Albert II. von Dagsburg († 1211). Mit ihm hatte sie zwei Söhne, Heinrich und Wilhelm, und eine Tochter, Gertrud († 1225).
Beide Söhne wurden 1202 bei einem Turnier in Andain getötet, so dass das Adelsgeschlecht der Etichonen mit Albrecht II. 1211 im Mannesstamm ausstarb.
Erbin der Grafschaft Dagsburg war damit die gemeinsame Tochter Gertrud. Diese heiratete 1215 in erster Ehe den Herzog (seit 1213)  Theobald I. von Lothringen († 1220), 1220 in zweiter Ehe den Grafen Theobald IV. von Champagne, ab 1234 Teobaldo I. König von Navarra, der sie 1222 verstieß, sowie 1224 in dritter Ehe Simon von Leiningen († 1234/36), der vor seinem Vater, dem Grafen Friedrich II. von Leiningen (seit 1214) aus dem Haus Saarbrücken verstarb. Nach Simons Tod fiel der Titel der Grafschaft Dagsburg an dessen Bruder Friedrich III. († 1287), der als Stammvater das Haus Leiningen-Dagsburg begründete. Die aufgrund der Hohenstaufen (Herzog Heinrich II. von Schwaben, später König HRR Heinrich VII, Sohn von Kaiser Friedrich II.) 1226 an den Fürstbischof von Strasbourg gegebenen allodialen Ländereien der Dagsburg wurden nach entsprechenden Schritten Kaiser Friedrichs II. als Lehen dem rechtsmässigen Erbe Friedrich III. 1241 zurückgegeben, wodurch diese aber ihre Reichsunmittelbarkeit für lange Zeit einbüssten.